# STUK International
STUK International Oy est une société d'État finlandaise spécialisée dans les services d'expertise en énergie nucléaire et en radiations.